# Ачкинази, Игорь Вениаминович
И́горь Вениами́нович Ачкина́зи (укр. Ігор Веніамінович Ачкіназі; 25 июня 1954, Симферополь — 10 марта 2006, Симферополь) — советский и украинский историк, археолог и этнолог-крымовед.

## Биография
Родился 25 июня 1954 года в Симферополе в семье сапожника. Отец — Вениамин Моисеевич (Борис Михайлович) Ачкинази (1927—1992), по происхождению крымчак, выпускник исторического факультета Симферопольского государственного университета имени М. В. Фрунзе (1976), инициатор создания и первый председатель (1989—1992) Крымского республиканского культурно-просветительского общества крымчаков «Кърымчахлар». Мать — русская.
В 1981 году окончил Симферопольский государственный университет имени М. В. Фрунзе. В 1980—1985 годах работал в Отделе археологии Крыма Института археологии АН УССР, принимал участие в археологических исследованиях. В 1986—1989 годах был сотрудником отдела охраны памятников Крымского облисполкома, где разработал методику паспортизации памятников археологии. В 1989 году стал работать в научно-исследовательской лаборатории Симферопольского государственного университета, в которой приступил к исследованиям по истории и культуре крымчаков. С 1992 года работал в Крымском отделении Института востоковедения имени А. Е. Крымского НАН Украины.
28 января 2000 года в Киеве защитил кандидатскую диссертацию на тему: «Крымчаки (проблема формирования общности и её этническая история до 1913 г.)» (научный руководитель — кандидат исторических наук, доцент А. Г. Герцен). Принимал участие в научных конференциях по проблемам истории Крыма, иудаики и религиоведения. Имел более 85 научных публикаций, в том числе по истории и этнокультуре народов Крыма.
Умер 10 марта 2006 года в Симферополе.

## Общественная деятельность
Один из организаторов и член правления Крымского республиканского культурно-просветительского общества крымчаков «Кърымчахлар». В 1992 году в Симферополе возглавил первую после Великой Отечественной войны крымчакскую религиозную организацию «Къаал Акодеш по ритуалу Кафы». В 2004 году в Симферополе совместно с Юрием Пуримом инициировал создание историко-этнографический музея крымчаков.
30 апреля 2004 года по распоряжению Совета министров Автономной Республики Крым вошёл в состав рабочей группы по изучению вопросов, связанных с восстановлением исторической топонимики Крыма.
В 2004 году удостоен премии имени Евсея Пейсаха, учреждённой в 1990 году Крымским республиканским фондом культуры и вручаемой «за лучшее исследование в области истории и культуры крымчакского народа».

## Память
- В 2015 году имя Игоря Вениаминовича Ачкинази присвоено Народному историко-этнографическому музею крымчаков[9].
- На доме в Симферополе по ул. Мичурина, где жили В. М. и И. В Ачкинази, установлена мемориальная доска[12].
- В апреле 2021 года был презентован документальный фильм «Династия крымчаков Ачкинази», посвящённый Борису Михайловичу (Вениамину Моисеевичу) Ачкинази и членам его семьи. Документальный фильм снят при грантовой поддержке Государственного комитета по делам межнациональных отношений Республики Крым по инициативе общества «Кърымчахлар»[13].